# Nagroda Saturn w kategorii najlepszy reżyser
Laureaci nagród Saturn w kategorii najlepsza reżyseria:

## Lata 70
1974/75: Mel Brooks – Młody Frankenstein
1976: Dan Curtis – Spalone ofiary
1977:
- George Lucas – Gwiezdne wojny: część IV – Nowa nadzieja
- Steven Spielberg – Bliskie spotkania trzeciego stopnia

nominacje:
- Nicolas Gessner – Mała dziewczynka, która mieszka na końcu drogi
- Carl Reiner – O mój Boże!
- Don Taylor – Wyspa doktora Moreau

1978: Philip Kaufman – Inwazja porywaczy ciał

nominacje:
- Warren Beatty, Buck Henry – Niebiosa mogą zaczekać
- Richard Donner – Superman
- Robin Hardy – Kult
- Franklin J. Schaffner – Chłopcy z Brazylii

1979: Ridley Scott – Obcy – ósmy pasażer Nostromo

nominacje:
- John Badham – Dracula
- Nicholas Meyer – Podróż w czasie
- Peter Weir – Ostatnia fala
- Robert Wise – Star Trek

## Lata 80
1980: Irvin Kershner – Gwiezdne wojny: część V – Imperium kontratakuje

nominacje:
- Brian De Palma – W przebraniu mordercy
- Stanley Kubrick – Lśnienie
- Ken Russell – Odmienne stany świadomości
- Vernon Zimmerman – Zamroczenie

1981: Steven Spielberg – Poszukiwacze zaginionej Arki

nominacje:
- John Boorman – Excalibur
- John Carpenter – Ucieczka z Nowego Jorku
- Terry Gilliam – Bandyci czasu
- Michael Wadleigh – Wilkołaki

1982: Nicholas Meyer – Star Trek II: Gniew Khana

nominacje:
- Tobe Hooper – Duch
- George Miller – Mad Max 2
- Ridley Scott – Łowca androidów
- Steven Spielberg – E.T.

1983: John Badham – Gry wojenne

nominacje:
- Woody Allen – Zelig
- David Cronenberg – Martwa strefa
- Richard Marquand – Gwiezdne wojny: część VI – Powrót Jedi
- Douglas Trumbull – Burza mózgów

1984: Joe Dante – Gremliny rozrabiają

nominacje:
- James Cameron – Terminator
- Ron Howard – Plusk
- Leonard Nimoy – Star Trek III: W poszukiwaniu Spocka
- Steven Spielberg – Indiana Jones i Świątynia Zagłady

1985: Ron Howard – Kokon

nominacje:
- Woody Allen – Purpurowa róża z Kairu
- Tom Holland – Postrach nocy
- George Miller – Mad Max pod Kopułą Gromu
- Dan O’Bannon – Powrót żywych trupów
- Robert Zemeckis – Powrót do przyszłości

1986: James Cameron – Obcy – decydujące starcie

nominacje:
- John Badham – Krótkie spięcie
- David Cronenberg – Mucha
- Randal Kleiser – Ucieczka nawigatora
- Leonard Nimoy – Star Trek IV: Powrót na Ziemię

1987: Paul Verhoeven – RoboCop

nominacje:
- Kathryn Bigelow – Blisko ciemności
- Joe Dante – Interkosmos
- William Dear – Harry i Hendersonowie
- Jack Sholder – Ukryty
- Stan Winston – Dyniogłowy

1988: Robert Zemeckis – Kto wrobił królika Rogera?

nominacje:
- Tim Burton – Sok z żuka
- Renny Harlin – Koszmar z ulicy Wiązów 4: Władca snów
- Anthony Hickox – Gabinet figur woskowych
- Penny Marshall – Duży
- Charles Matthau – Doin’ Time on Planet Earth

## Lata 90
1989/90: James Cameron – Otchłań

nominacje:
- Clive Barker – Nocne plemię
- Joe Dante – Gremliny 2
- Alejandro Jodorowsky – Święta krew
- Frank Marshall – Arachnofobia
- Sam Raimi – Człowiek ciemności
- Paul Verhoeven – Pamięć absolutna
- Robert Zemeckis – Powrót do przyszłości III
- Jerry Zucker – Uwierz w ducha

1991: James Cameron – Terminator 2: Dzień sądu

nominacje:
- Roger Corman – Frankenstein wyzwolony
- William Dear – Szpieg bez matury
- Jonathan Demme – Milczenie owiec
- Terry Gilliam – Fisher King
- Eric Red – Części ciała

1992: Francis Ford Coppola – Dracula

nominacje:
- Tim Burton – Powrót Batmana
- David Fincher – Obcy 3
- William Friedkin – Szaleństwo
- Randal Kleiser – Kochanie, zwiększyłem dzieciaka
- Paul Verhoeven – Nagi instynkt
- Robert Zemeckis – Ze śmiercią jej do twarzy

1993: Steven Spielberg – Park Jurajski

nominacje:
- John McTiernan – Bohater ostatniej akcji
- Harold Ramis – Dzień świstaka
- George A. Romero – Mroczna połowa
- Henry Selick – Miasteczko Halloween
- Ron Underwood – Serca i dusze
- John Woo – Nieuchwytny cel

1994: James Cameron – Prawdziwe kłamstwa

nominacje:
- Jan de Bont – Speed
- William Dear – Anioły na boisku
- Neil Jordan – Wywiad z wampirem
- Alex Proyas – Kruk
- Robert Zemeckis – Forrest Gump

1995: Kathryn Bigelow – Dziwne dni

nominacje:
- David Fincher – Siedem
- Terry Gilliam – 12 małp
- Joe Johnston – Jumanji
- Frank Marshall – Kongo
- Robert Rodriguez – Od zmierzchu do świtu
- Bryan Singer – Podejrzani

1996: Roland Emmerich – Dzień Niepodległości

nominacje:
- Tim Burton – Marsjanie atakują!
- Joel Coen – Fargo
- Wes Craven – Krzyk
- Jonathan Frakes – Star Trek: Pierwszy kontakt
- Peter Jackson – Przerażacze

1997: John Woo – Bez twarzy

nominacje:
- Jean-Pierre Jeunet – Obcy – przebudzenie
- Barry Sonnenfeld – Faceci w czerni
- Steven Spielberg – Zaginiony świat: Jurassic Park
- Paul Verhoeven – Żołnierze kosmosu
- Robert Zemeckis – Kontakt

1998: Michael Bay – Armageddon

nominacje:
- Rob Bowman – Z archiwum X: Pokonać przyszłość
- Roland Emmerich – Godzilla
- Alex Proyas – Mroczne miasto
- Bryan Singer – Uczeń szatana
- Peter Weir – Truman Show

1999: Andy i Larry Wachowski – Matrix

nominacje:
- Tim Burton – Jeździec bez głowy
- Frank Darabont – Zielona mila
- George Lucas – Gwiezdne wojny: część I – Mroczne widmo
- Dean Parisot – Kosmiczna załoga
- Stephen Sommers – Mumia

## 2000-09
2000: Bryan Singer – X-Men

nominacje:
- Clint Eastwood – Kosmiczni kowboje
- Ron Howard – Grinch: Świąt nie będzie
- Ang Lee – Przyczajony tygrys, ukryty smok
- Ridley Scott – Gladiator
- Robert Zemeckis – Co kryje prawda

2001: Peter Jackson – Władca Pierścieni: Drużyna Pierścienia

nominacje:
- Alejandro Amenábar – Inni
- Chris Columbus – Harry Potter i kamień filozoficzny
- Christophe Gans – Braterstwo wilków
- David Lynch – Mulholland Drive
- Steven Spielberg – A.I. Sztuczna inteligencja

2002: Steven Spielberg – Raport mniejszości

nominacje:
- Chris Columbus – Harry Potter i Komnata Tajemnic
- Peter Jackson – Władca Pierścieni: Dwie wieże
- George Lucas – Gwiezdne wojny: część II – Atak klonów
- Bill Paxton – Ręka Boga
- Sam Raimi – Spider-Man

2003: Peter Jackson – Władca Pierścieni: Powrót króla

nominacje:
- Danny Boyle – 28 dni później
- Bryan Singer – X-Men 2
- Quentin Tarantino – Kill Bill Vol. 1
- Gore Verbinski – Piraci z Karaibów: Klątwa Czarnej Perły
- Edward Zwick – Ostatni samuraj

2004: Sam Raimi – Spider-Man 2

nominacje:
- Alfonso Cuarón – Harry Potter i więzień Azkabanu
- Michel Gondry – Zakochany bez pamięci
- Michael Mann – Zakładnik
- Quentin Tarantino – Kill Bill Vol. 2
- Zhang Yimou – Dom Latających Sztyletów

2005: Peter Jackson – King Kong

nominacje:
- Andrew Adamson – Opowieści z Narnii: Lew, czarownica i stara szafa
- George Lucas – Gwiezdne wojny: część III – Zemsta Sithów
- Mike Newell – Harry Potter i Czara Ognia
- Christopher Nolan – Batman – Początek
- Steven Spielberg – Wojna światów

2006: Bryan Singer – Superman: Powrót

nominacje:
- J.J. Abrams – Mission: Impossible III
- Alfonso Cuarón – Ludzkie dzieci
- Mel Gibson – Apocalypto
- Guillermo del Toro – Labirynt Fauna
- Tom Tykwer – Pachidło

2007: Zack Snyder – 300

nominacje:
- Tim Burton – Sweeney Todd: Demoniczny golibroda z Fleet Street
- Frank Darabont – Mgła
- Paul Greengrass – Ultimatum Bourne’a
- Sam Raimi – Spider-Man 3
- David Yates – Harry Potter i Zakon Feniksa

2008: Jon Favreau – Iron Man

nominacje:
- Clint Eastwood – Oszukana
- David Fincher – Ciekawy przypadek Benjamina Buttona
- Christopher Nolan – Mroczny Rycerz
- Bryan Singer – Walkiria
- Steven Spielberg – Indiana Jones i Królestwo Kryształowej Czaszki
- Andrew Stanton – WALL·E

2009:

nominacje:
- J.J. Abrams – Star Trek
- Kathryn Bigelow – The Hurt Locker. W pułapce wojny
- Neill Blomkamp – Dystrykt 9
- James Cameron – Avatar
- Guy Ritchie – Sherlock Holmes
- Zack Snyder – Watchmen: Strażnicy
- Quentin Tarantino – Bękarty wojny